# Ortons sjakohoen
Ortons sjakohoen (Penelope ortoni) is een vogel uit de familie sjakohoenders en hokko's (Cracidae). Het is een bedreigde vogelsoort in Colombia en Ecuador. De wetenschappelijke naam van de soort is voor het eerst geldig gepubliceerd in 1874 door Salvin.

## Kenmerken
De vogel is gemiddeld 66 cm lang. Het is een schuwe, bruin gekleurde sjakohoen met een lange staart. De vogel is overwegend warmbruin, de nek is meer grijsbruin met een rood lelletje onder de snavel. De naakte huid rond het oog is blauw en op de borst hebben veren lichte randen waardoor een schubbenpatroon ontstaat.

## Voorkomen en leefgebied
De soort komt voor in Colombia en Ecuador in de westelijke uitlopers van de Andes. Het leefgebied bestaat uit natte, natuurlijke bossen in zowel de tropische als gematigde klimaatzone, op hoogten tussen 70 en 1500 m boven zeeniveau. Dit hoen is ook wel waargenomen tot op 3100 m.

## Status
Ortons sjakohoen heeft een beperkt verspreidingsgebied en daardoor is de kans op uitsterven aanwezig. De grootte van de populatie werd in 2016 door BirdLife International geschat op  10 tot 32 duizend individuen en de populatie-aantallen nemen af door habitatverlies. Het leefgebied wordt aangetast door ontbossing waarbij natuurlijk bos wordt omgezet in gebied voor agrarisch gebruik (zoals de teelt van coca) en de aanleg van infrastructuur en mijnbouwactiviteiten. Verder wordt dit hoen sterk bejaagd. Om deze redenen staat deze soort als bedreigd op de Rode Lijst van de IUCN.